# François Mauriceau
François Mauriceau, né en 1637, mort le 17 octobre 1709, est un chirurgien français, considéré comme l'un des premiers à faire de « l'art des accouchements » ou obstétrique, une spécialité. Il joue un rôle important dans l'avènement d'une obstétrique moderne.

## Biographie
Il est le cousin de Pierre Dionis, chirurgien nommé par Louis XIV pour enseigner la circulation du sang. Sa biographie exacte est mal connue, basée sur quelques éléments retrouvés dans ses ouvrages.

### Carrière
Il fait son apprentissage de chirurgie à l'Hôtel-Dieu de Paris et parvient au rang de maitre-chirurgien. Il sera nommé plus tard « prévôt  » (équivalent de doyen ou président) du collège de chirurgie de Saint-Côme.
En 1660, Mauriceau est premier chirurgien de la maternité de l'Hôtel-Dieu de Paris, administrée alors par l'évêque de Paris (chapitre de Notre-Dame). La pratique des accouchements est effectuée de façon traditionnelle par des « ventrières » ou sages-femmes, mais les chirurgiens prennent de plus en plus d'importance. La chirurgie et l'obstétrique étaient en dehors de la compétence de la Faculté de médecine de Paris.
En janvier 1661, la maternité de l'Hôtel-Dieu de Paris est si surchargée qu'elle doit refuser de nouvelles femmes enceintes durant quinze jours : « les femmes grosses et accouchées étant pressées et serrées dans leur lit, y couchant quatre à la fois ». 
En 1663, lors du premier accouchement de Louise de La Vallière, maîtresse du roi, on fit appel à un homme, le chirurgien Julien Clément, qui se montra habile et efficace. Dès lors, l'assistance masculine devint à la mode chez les dames de la cour de France, et l'on inventa le nom d'accoucheur pour désigner ce nouveau type de chirurgien.
Mauriceau exerce principalement en pratique privée, en restant occasionnellement consultant à l'Hôtel-Dieu pour les accouchements difficiles. Dans les années 1670, il est Garde de la Compagnie des maîtres chirurgiens-jurés de Paris (d'un point de vue moderne, à la fois praticien des urgences et des cas médico-légaux). Il accouche ainsi des femmes de tous les milieux sociaux. 
En 1672, il soigne à Paris des Dames de la Cour. Sa clientèle privée se compose de plus en plus de dames de la noblesse, une activité quasi-exclusive à partir de 1695. Il est appelé comme consultant dans les situations urgentes ou compliquées, sur Paris, Versailles et Saint-Germain.  

### Personnalité
Il acquiert une grande réputation par « sa probité, sa prudence et son habileté », mais ses rivaux lui reprochent aussi d'être un « prodige de fierté » et un « monstre d'orgueil ».

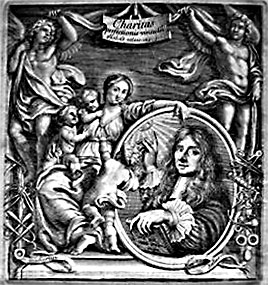
François Mauriceau

Acerbe dans la polémique, il n'hésite pas à mêler, à ses travaux et jugements, des plaisanteries plus ou moins caustiques (trait d'esprit du grand siècle). Ainsi lorsque Philippe Peu (1623-1707) publia une Pratique des Accouchements, recueil de 4000 observations, Mauriceau en conclut qu'elles devaient être fausses, vu le nom de l'auteur. Il dénonce ainsi « l'ignorance » ou « l'erreur » de ses rivaux en relatant avec complaisance les difficultés et accidents qui arrivent aux autres.
À partir de 1668, il publie son principal traité Les Maladies des Femmes grosses et accouchées, plusieurs fois complété, enrichi et réédité jusqu'en 1740, et traduit en six langues. La page de titre, en 1668, fait savoir que François Mauriceau est maître-chirurgien juré (correspond au moderne « expert auprès des tribunaux ») à Paris, rue Saint-Séverin, « au coin de la rue Zacharie » dans un immeuble appartenant à sa famille.
Dans certaines éditions, Mauriceau se fait représenter montrant d'une main le soleil et de l'autre un livre. Sur le livre, on peut lire Me sol non umbra regit « C'est le soleil et non l'ombre qui me guide ». L'époque était à la symbolique solaire et aux superlatifs, un autre accoucheur comme Denis Fournier dans son ouvrage de 1677, se montre en tenue d'empereur romain, désignant le soleil derrière lui avec la devise Hoc ego « voilà ce que je suis ».
Avec Paul Portal (1630-1703), il donne à l'obstétrique ses lettres de noblesse pour en faire une spécialité à part entière, inaugurant la littérature obstétricale moderne, en langue vulgaire, mais de niveau savant.
Quelques années avant sa mort, il prend sa retraite pour vivre à la campagne et « vaquer à son salut ». Il meurt paisiblement le 17 octobre 1709.

## Contributions

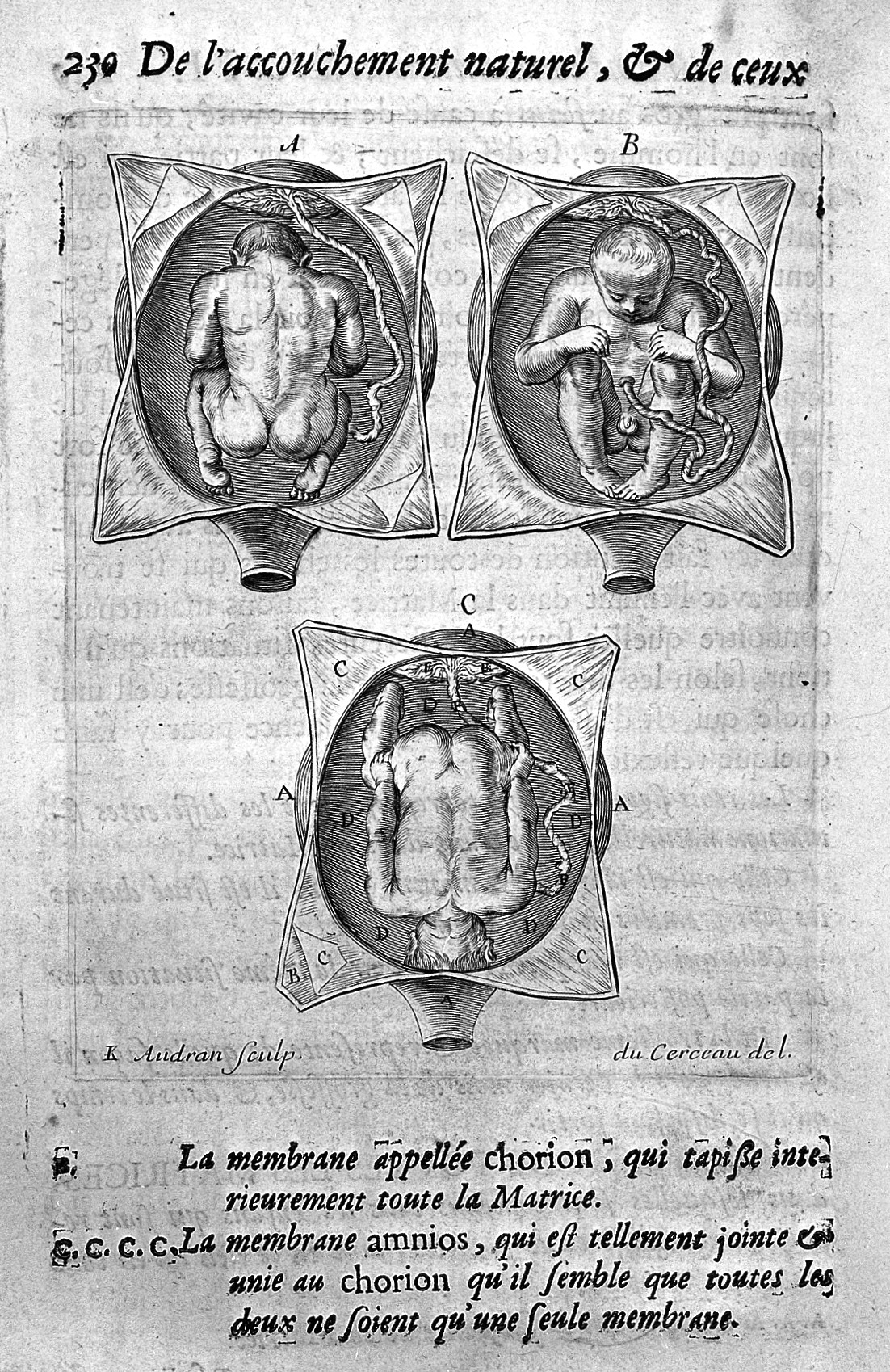
Différentes positions fœtales. Mauriceau, 1668.

Mauriceau se réfère aux auteurs anciens, principalement Hippocrate et Aristote : « on pourrait presque étudier chez lui l'essentiel de l'obstétrique hippocratique ». Il synthétise et ordonne de façon critique, claire et précise l'ensemble du savoir connu dans le domaine des accouchements. En anatomie, sa terminologie n'est pas fixée (il en est de même pour les autres auteurs de son temps) : par exemple, il peut appeler testicule l'ovaire féminin, ou vagin le col utérin, bien qu'il en saisisse les différences.
En physiologie, il calcule la date de l'accouchement en rédigeant une liste des oscillations possibles des temps normaux. En ce domaine, il conseille d'adapter les lois juridiques de l'État aux règles de la nature. Par ailleurs, il nie l'existence et le rôle du follicule de Graaf (découvert en 1673) en ajoutant cependant « si je ne me trompe ». S'il n'admet pas la possibilité de fécondation dans les trompes, il est l'un des premiers à rapporter un cas de grossesse extra-utérine, en donnant une description de grossesse tubaire.
Depuis la fin du Moyen Âge, un débat était en cours pour savoir si les os du pubis s'ouvraient lors de l'accouchement. Contrairement aux affirmations d'Ambroise Paré, Mauriceau démontre que l'accouchement peut se faire sans écartement des os pubiens.
Il abandonne la chaise obstétricale, auparavant les femmes accouchaient souvent accroupies ou assises sur des « chaises de travail ». Il préconise un lit d'accouchement à l'horizontale.
Il observe et décrit des cas de fausses couches, de vomissements gravidiques, de convulsions (éclampsie), de fièvre puerpérale, des hémorragies de la délivrance, etc. Il introduit la pratique de percer le sac amniotique pour faire cesser l’hémorragie dans le cas de placenta praevia, comme la sage-femme allemande Justine Siegemundin (de) (1650–1705), mais indépendamment d'elle.

### Saignées des femmes enceintes
Selon la théorie des humeurs et la croyance commune, le corps de la femme enceinte est comme un tonneau en fermentation. L'arrêt des règles entraine un surplus de sang qui doit se transformer en bon lait (« bon vin ») et une rétention de mauvais sang (« la lie ») susceptible de provoquer des maladies de la femme enceinte et du fœtus. Hippocrate conseillait la prudence dans la saignée des femmes enceintes car il avait déjà noté que les femmes enceintes risquaient d'autant plus d'avorter que leur grossesse était avancée.  
Paradoxalement, à partir de la Renaissance, des auteurs modernes se voulant indépendants des dogmes, renversent cette position et suggèrent de saigner plus souvent et régulièrement les femmes enceintes, pour éviter avortements, maladies de la grossesse et du post-partum, et pour avoir des enfants robustes. La pratique se généralise et se systématise pendant trois siècles, jusqu'au début du XIXe siècle. Mauriceau se montre relativement prudent, ne recommandant la saignée que dans les deux premiers mois, en l'excluant après le septième.

### Manœuvre de Mauriceau
Le nom de Mauriceau reste attaché à la manœuvre dite « sur tête dernière » lors de la présentation de l'enfant par le siège. Dans cette situation, la tête défléchie (renversée en arrière) peut rester bloquée contre les os pubiens par le menton, contrairement à l'ancien adage alors en cours « Là où le cul passe, la teste y peut bien passer ».
La manœuvre consiste à placer l'avant-bras gauche sous le corps de l'enfant en introduisant un ou deux doigts dans sa bouche pour fléchir, orienter et diriger correctement la tête pour la dégager progressivement avec la main droite.
Cette manœuvre n'est vraiment décrite que dans la troisième édition de son traité Les maladies des femmes grosses... Elle était déjà mentionnée avant Mauriceau par Jacques Guillemeau, mais il est le premier à la codifier avec précision.

### Pratiques instrumentales
Il conseille la suture immédiate des déchirures du périnée.

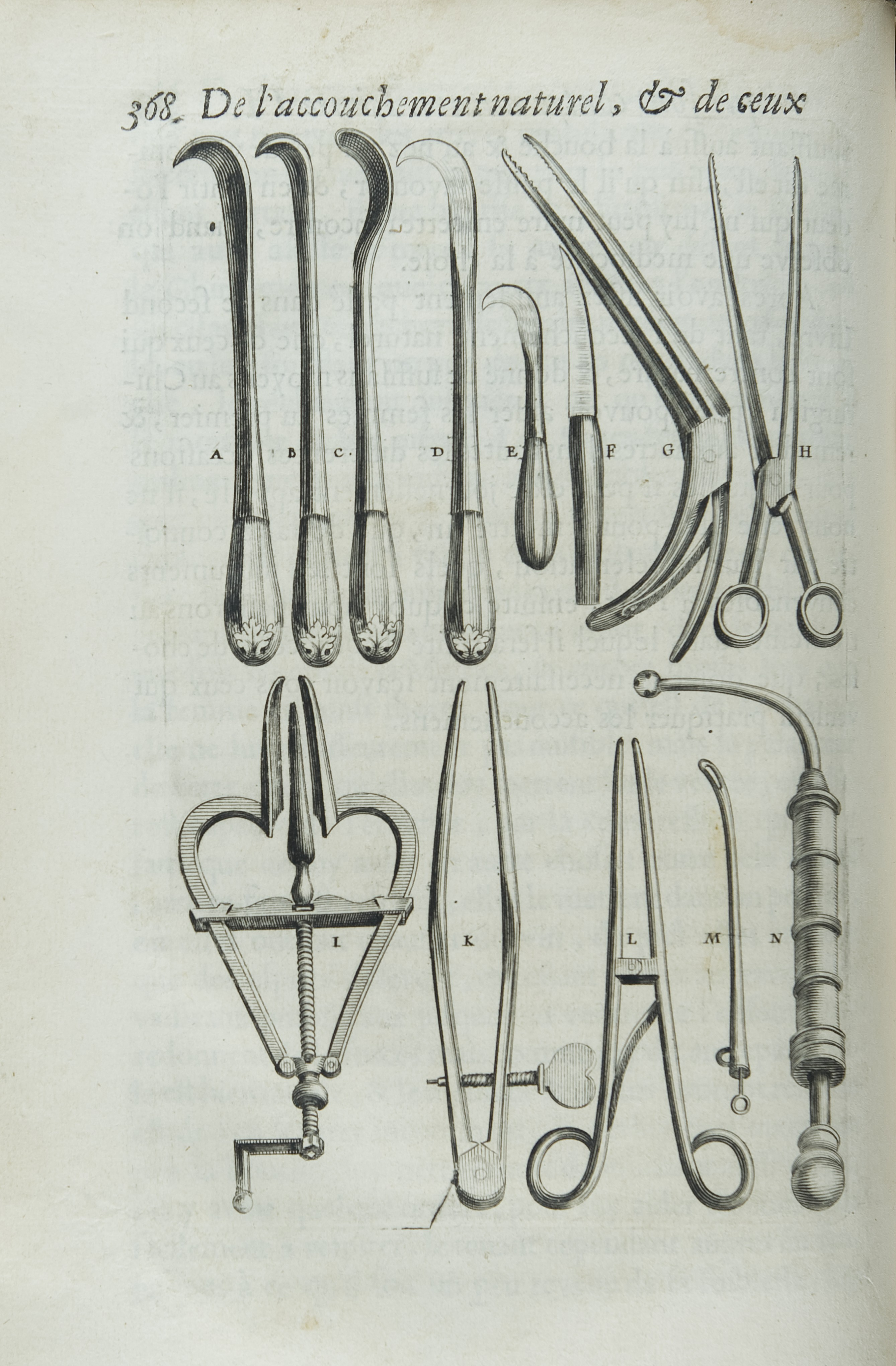
Instruments pour embryotomie. Mauriceau, 1668.

La valeur respective de la mère et de l'enfant sont en débat au XVIIe siècle, le critère dominant étant alors le Salut, obtenu par le Baptême. Le problème est celui de la validité du baptême in utero discutée depuis l'antiquité chrétienne.
Dans les accouchements difficiles, des accoucheurs considèrent comme prioritaire le salut de l'enfant. Il n'hésitent donc pas à utiliser des moyens instrumentaux divers, blessant dangereusement l'enfant ou la mère. Ils préfèrent que l'enfant sorte, quitte à ne vivre que quelques instants, pour au moins être baptisé par un baptême qui ne fasse aucun doute.
D'autres accoucheurs, Mauriceau en tête, pensent que leur devoir est de sauver la vie de la mère dont la valeur l'emporte sur celle de la vie de l'enfant non encore né.

#### Césarienne ou embryotomie
Mauriceau s'oppose à la césarienne, car peu de femmes survivaient à l'opération. En effet, à cette époque, après extraction de l'enfant, on ne suturait pas l'utérus, mais seulement la paroi abdominale. Aussi attaque-t-il violemment ceux qui s'y risquent sur femme vivante, mais il la réalise post-mortem par incision médiane.
Pour sauver la vie de la mère, Mauriceau préfère sacrifier l'enfant par embryotomie, opération qui consiste à percer le crâne de l'enfant, mort ou vivant, puis à le découper in utero, opérations qu'il décrit minutieusement,.

#### Forceps
En 1670, l'obstétricien anglais Hugh Chamberlen vient à Paris pour vendre un secret de famille dont il demande dix mille écus. Il s'agit d'un nouvel instrument, le forceps. Mauriceau racontera plus tard en 1694, qu'il avait jugé un accouchement impossible, et que l'anglais s'était présenté en se vantant de le terminer, grâce à ce forceps, « en moins d'un demi quart d'heure ». Après trois heures d'efforts, Chamberlen dut convenir de son échec et la femme mourut avec un enfant mort dans le ventre.
D'autres prétendent que Mauriceau, peu convaincu par l'instrument de Chamberlen, lui aurait tendu un piège en le mettant au défi d'accoucher un cas choisi pour la circonstance : une naine rachitique au bassin rétréci. En 1795, Sacombe, dans sa Luciniade, mentionne l'évènement en alexandrins : 
À son divin forceps contraint d'avoir recours,

Des jours de cette femme il termina le cours. 

Sa réputation par ce fait compromise, 

Fit revoler notre homme aux bords de la Tamise.
Mauriceau ironise sur la famille Chamberlen pour avoir gardé si longtemps un tel secret, en considérant Hugh Chamberlen comme un aventurier intéressé. Toutefois, les deux hommes finirent par s'entendre, et Chamberlen emporta à Londres le traité de Mauriceau pour le traduire. Les multiples éditions anglaises rapportèrent, selon Mauriceau, « plus de trente mille livres de rente » à Chamberlen.

## Publications
François Mauriceau a contribué au passage médical du latin au français en publiant ses ouvrages en langue vulgaire, ouvrant la voie de l'accès au savoir savant pour les sages-femmes du XVIIIe siècle. 
- Les Maladies des Femmes grosses et accouchées. Avec la bonne et véritable Méthode de les bien aider en leurs accouchemens naturels, & les moyens de remédier à tous ceux qui sont contre nature, & aux indispositions des enfans nouveau-nés…, Paris, Henault, d'Houry, de Ninville, Coignard 1668. Son ouvrage, qui fut traduit en six langues (allemand, anglais, flamand, hollandais, italien, latin) apporte des innovations à la pratique traditionnelle : il insiste sur la nécessité de connaître l'anatomie et la physiologie, préfère l'accouchement dans un lit plutôt que sur la chaise obstétricale, il analyse la conformation du bassin, les mouvements fœtaux, l'enroulement du cordon autour du cou, etc. Il existe sept éditions françaises de 1668 à 1740.
  - Traité des maladies des femmes grosses et de celles qui sont nouvellement accouchées, 1682.
  - Traité des maladies des femmes grosses et de celles qui sont accouchées, 7e  éd., t. 1, 1740.
  - (en) The Diseases of Women with Child, and in Child-bed, trad. Hugh Chamberlen, 5e  éd., 1716.
- Aphorismes touchant l'accouchement, la grossesse & les maladies des femmes. Paris, 1694 ; Amsterdam 1700.
- Observations sur la grossesse et l'accouchement des femmes et sur leurs maladies et celles des enfans nouveau-nez, Paris, Anisson, 1694, 1715.
- Dernières observations sur les maladies des femmes grosses et accouchées. Paris, 1708.
- Toutes les observations ensemble ont été publiées à Paris en 1712, 1724, 1738, 1740, dont :
  - Observations sur la grossesse des femmes et sur leurs maladies, et celles des enfans nouveau-nés, t. 2, 1738.